# 花の駐在さん
『花の駐在さん』（はなのちゅうざいさん）は、1976年（昭和51年）4月から1986年（昭和61年）10月5日まで朝日放送（ABCテレビ）で日曜日の午後に放送されたコメディ中継番組である。

## 概要
地方の小さな町の駐在所に勤務する2人の警察官と、駐在所の近所の住民、そして旅行客との間で起きる騒動を描くコメディである。町の設定は、海辺の町や山間の村と何度か変更されたが、基本的な設定は同じであった。収録はなんば花月で行われていた。
オープニングに警察官役2人のトークが数分間あり、その後CMを挟んで本編が放送されていた。出演者は、吉本興業所属の落語家や漫才師のレギュラー出演者が多く、吉本新喜劇からの出演者は少なかった。また、歌手などのゲストが、町を訪れた訪問者などの役を与えられて出演する事も多かった。
当初は桂三枝（現・六代桂文枝）主演の作品であったが、後に明石家さんま主演となった。
この番組のコンセプトは、後の2002年から放送された『1、2、駐在さんダァ〜!!』（石田靖主演）、2012年から放送された『熱血!人情派コメディ しゃかりき駐在さん』（キングコング主演）へと受け継がれた。
以下、本記事では、便宜上、桂三枝主演のシリーズを「三枝版」、明石家さんま主演のシリーズを「さんま版」、岡村隆史主演のシリーズを「岡村版」と表記する。

### 三枝版
『花の駐在さん』というタイトルで、1976年4月に放送開始。当初は毎週金曜 18:00 - 18:30 （『夕やけ笑劇場』金曜）に放送されていたが、1979年4月8日から1984年3月28日までは毎週日曜 13:45 - 14:30に放送されていた。
1976年に『夕やけ笑劇場』金曜枠で放送開始。当初の警察官役は桂三枝と四代目林家小染の2人で、途中何度かの放送休止期間を挟んだ。休止期間中の放送枠は、松竹新喜劇の舞台中継番組である『藤山寛美3600秒』（のち『藤山寛美4500秒』）や『お笑い花月劇場』（再放送）が放送された。
三枝版は、東京12チャンネルで毎週土曜日の正午からネットしていた時期がある。
後の2011年4月26日に、なんばグランド花月にて三枝芸能生活45周年を記念して一夜限りの復活上演が行われた。この模様は、2011年5月5日 13:55 - 15:45に朝日放送で放送。山瀬まみ、あべ静江、西川きよしなど総勢37人が出演し、警察官役を三枝とたむらけんじが務めた。このプロモーションの一環として、同年4月24日放送の『ほっとけ!3人組』第3回に三枝がゲスト出演。小籔千豊やなるみ、千鳥、藤井隆らと共演した。

### さんま版
タイトルは変更せず『花の駐在さん』1981年4月5日から主役を明石家さんま（明石三太）に交替し1984年10月7日まで毎週日曜 13:45 - 14:30に放送、後に『さんまの駐在さん』と改題し、1985年4月7日から1986年10月5日まで毎週日曜 12:00 - 12:45 （『日曜笑劇場』枠）に放送。笑劇場枠時代のタイトルロゴは、青文字で「さんまの」、赤い丸囲みで（駐）（在）（さ）（ん）と描かれていた。
明石家さんま（明石三太）に交替以後はストーリーもさんまを中心に展開されるようになった。1984年1月に四代目小染が交通事故で死去したことから、以前からレギュラー出演者であった月亭八方が新たに警官役（月田八兵衛）となり、後に番組タイトルも前述の『さんまの駐在さん』に変更された。
さんま版の舞台は、第1シリーズが架空の離れ島「日の出島」、第2シリーズが架空の公園「花月（はなつき）公園」を舞台に展開された。後に、わざとフリガナ無しの長い台詞を言わせて、噛んだところで周囲からツッコミを入れられるジミー大西と、突然現れ土下座しながら「この子を許してあげて下さ～い…」と泣きついてお涙頂戴の展開にさせつつも、主にゲストから「この人のおばあちゃんですか?」と問われ「赤の他人ですぅ…」と言い放ち周りをズッコケさせる『お邪魔ババ』の木村進のネタはお約束と化していた。

## レギュラーシリーズの終焉
明石家さんまは1984年頃から東京での仕事が中心になっていくなど多忙を極める。このため、さんまのスケジュール確保に困難が生じたため、1986年10月5日放送分をもって番組は終了。桂三枝時代から数えて8年半の放送に幕を降ろした。最終回は、ハッピーエンドに終わるも日の出島へ再び異動する事はなかった。

## 特別番組時代
レギュラー終了後から約1年半後の1988年5月、なんば花月閉館に伴う特番として初めての復活。その後も1990年3月21日にABC開局40周年記念特番として復活、1997年5月3日にも、なんばグランド花月オープン10周年記念として、復刻版『さんまの駐在さん』が細川直美をゲストに迎え放送された。2012年4月8日に開催されたなんばグランド花月リニューアルオープン兼吉本興業創業100周年特別公演『伝説の一日』では、公演の大トリとして『さんまの駐在さん』が、15年ぶりに復活した。
2022年4月2日、4月3日になんばグランド花月で行われた吉本興業創業110周年特別公演『伝説の一日』の両日4回目には、再び『さんまの駐在さん』として上演された。
2019年2月23日、大阪城公園に開業した「COOL JAPAN PARK OSAKA」TTホールのこけら落とし公演でも、さんま・岡村の組み合わせで再上演された。さんまが岡村にバトンタッチするという形で、初代駐在さんの六代文枝や西川きよし、相棒役だった八方、間寛平など総勢31名が出演。舞台は大阪府警察という設定で署員に川畑泰史もいる架空の「はなつき村駐在所」。冒頭のオープニングトークでは、公演前日に亡くなったさんまの師匠笑福亭松之助の訃報について触れ、また芝居の中にもアドリブとして話題にし、観客の笑いを誘う。上演時間が2時間半の予定を45分押し、3時間20分ノンストップで上演された。この模様は3月9日午後3時から朝日放送テレビ『COOL JAPAN PARK OSAKA こけら落とし公演「さんま・岡村の花の駐在さん」〜駐在さんが復活って、そんなアホなことあるか、それはないやろ…ホンマや!!〜』にて当初予定されていた放送時間を1時間拡大し2時間半にわたって放送された。また2019年4月30日に九州朝日放送（福岡県）、2019年6月1日に瀬戸内海放送（香川県・岡山県）でも遅れネットで放送。

### 岡村版
2020年から1月2日の「新春!オールよしもと初笑いスペシャル」の中で「岡村隆史の花の駐在さん」として放送されている。収録はその後も、COOL JAPAN PARK OSAKA TTホール。2024年には『春のお笑いスペシャル 2024 岡村隆史の花の駐在さん 東京へ行く』として3月14日- 17日にIMM THEATERで上演し、3月30日にBSよしもとで放送した。最終日には明石家さんまもサプライズゲストとして出演している。

## 出演者
- 桂三枝（現・六代桂文枝） - “初代”駐在さん。2019年公演の際には「警察署長」に出世している。
- 四代目林家小染
- 明石家さんま - “2代目”駐在さん。2019年公演をもって「定年」となった。2022年の吉本110周年特別公演『伝説の一日』では、再び「駐在さん」として登場。
- 月亭八方 - 2012年の吉本100周年特別公演『伝説の一日』にて、駐在さんを「定年」となり、2019年公演の際には、警備員に再就職しているという設定で登場。
- 今いくよ・くるよ
- 間寛平
- 木村進
- 中田ボタン
- 村上ショージ
- Mr.オクレ
- ジミー大西
- 未知やすえ
- 前田政二
- 笑福亭松之助
- 原哲男
- 浅香あき恵
- ダウンタウン - 「さんまの駐在さん」に出演していたが、のち降板。
- ハイヒール
- 今田耕司 - 2012年の吉本100周年特別公演『伝説の一日』の際、「さんまの駐在さん」の上演をリクエストし、自身も、定年を迎える八方の後任として登場。2019年の際には、強盗犯として出演し、2022年の吉本110周年特別公演『伝説の一日』では、再び、さんま・岡村の相棒として、「駐在さん」役で登場。
- 岡村隆史 - 2012年の吉本100周年特別公演『伝説の一日』では、暴力団の組長役として出演。2019年の公演にて、さんまから“3代目”駐在さんを継承。2022年の吉本110周年特別公演『伝説の一日』では、さんま・今田の相棒として、「駐在さん」役で登場。

## スタッフ
- 作：檀上茂
- 演出：木山幹雄
- 制作：長崎直定（ABC）
- プロデューサー：北條信之（ABC）、田中宏幸（吉本興業）
- 技術：東野久記
- カメラ：当摩武信
- 音声：永井正和
- 効果：江頭博二
- 照明：岡田政男
- 美術：竹内志朗
- 制作協力：アイ・ティ・エス、大阪東通
- 制作著作：朝日放送、吉本興業

1997年「復刻版『さんまの駐在さん』」
- 作：檀上茂、森下直
- 技術
  - TD：前田昌彦（ウエルカム）
  - カメラ：林謙一郎・細川貴史・寺岡憲一・武田和仁（4人共にウエルカム）
  - VE：四藤史郎（アイ・ティ・エス）
  - VTR：大森喜章（ウエルカム）
  - 音声：上野太・橋場美穂・山崎勝彦（3人共にウエルカム）
  - 照明：戸崎奉文（吉本興業）、吉田康志（アーチェリープロダクション）
- 音効：田口雅敏（戯音工房）
- EED：宮本憲一（アイ・ティ・エス）
- 美術：竹内志朗（シュプール）
- 大道具：山田勝（つむら工芸）
- 小道具：中井等（すくらんぶる）
- 協力：大槻衣裳、浪原靴店、元木かつら、オフィス・サヨコ、テシコ、シナリオプリント
- ディレクター：井口毅（ABC）、西谷好弘・細野晃一・近藤晴彦（3人共にアイ・ティ・エス）
- 演出：森見純（アイ・ティ・エス）
- 舞台監督：池田美博（NGK）
- プロデューサー：小森成樹（ABC）、田中宏幸・吉田武司（2人共に吉本興業）
- 企画・制作：朝日放送、吉本興業
- 製作・著作：朝日放送

2019年「さんま・岡村の花の駐在さん～駐在さんが復活って、そんなアホなことあるか、それはないやろ… ホンマや!!～」
- 作：久馬歩
- ナレーション：藤崎健一郎（ABCテレビアナウンサー）
- SW（スイッチャー）：前田昌彦（よしもとブロードエンタテインメント）
- CAM（カメラ）：袖崎竜也、柴田功二、小菅由晶、新原志保美、高田正幸（共によしもとブロードエンタテインメント）
- VE：三本菅彰（よしもとブロードエンタテインメント）
- VTR：柴田康司（よしもとブロードエンタテインメント）
- MIX：梶巻久仁彦（よしもとブロードエンタテインメント）
- SE：田口雅敏（戯音工房）
- LD：上田和博（アーチェリー）
- EED：野崎隼人、浜村典彦（共にアイネックス）
- セットデザイン：野崎みどり
- 舞台監督：松山祐輝
- 舞台進行：後藤里保
- 大道具：宮崎正嗣
- 小道具：林亮助（すくらんぶる）
- 衣装：大槻忠之、下牧八重（共に大槻衣裳）
- 靴：浪原正人（浪原靴店）
- かつら：長野壮一郎（長野かつら）
- メイク：野村雅美（ビーム）
- 編成：北中彰、石橋義史（共にABCテレビ）
- 配信：尾島憲（ABCテレビ）
- 宣伝：井上勤、内美家純（共にABCテレビ）
- 庶務：服部八壽子（ABCテレビ）
- ロゴデザイン：佐々文章、山下創平（共にABCテレビ）
- 協力：よしもとブロードエンタテインメント、戯音工房、アーチェリー、クリック、サン・ビー、すくらんぶる、関西商会、大槻衣裳、浪原靴店、長野かつら、ビーム、アイネックス
- ディレクター：石田琢真、西村亮介、奥田香穂、朝比奈夢花
- 演出：中村光（ABCテレビ）
- 総合演出：近藤真広（ABCテレビ）
- プロデューサー：北村誠之（ABCテレビ）、五味渕英・高山雄次郎・植田隆志（3人共に吉本興業）
- チーフ・プロデューサー：藤田和弥（ABCテレビ）、神夏磯秀（吉本興業）
- 制作協力：吉本興業
- 制作著作：朝日放送テレビ[注釈 1]